# Липпские соломенные булки

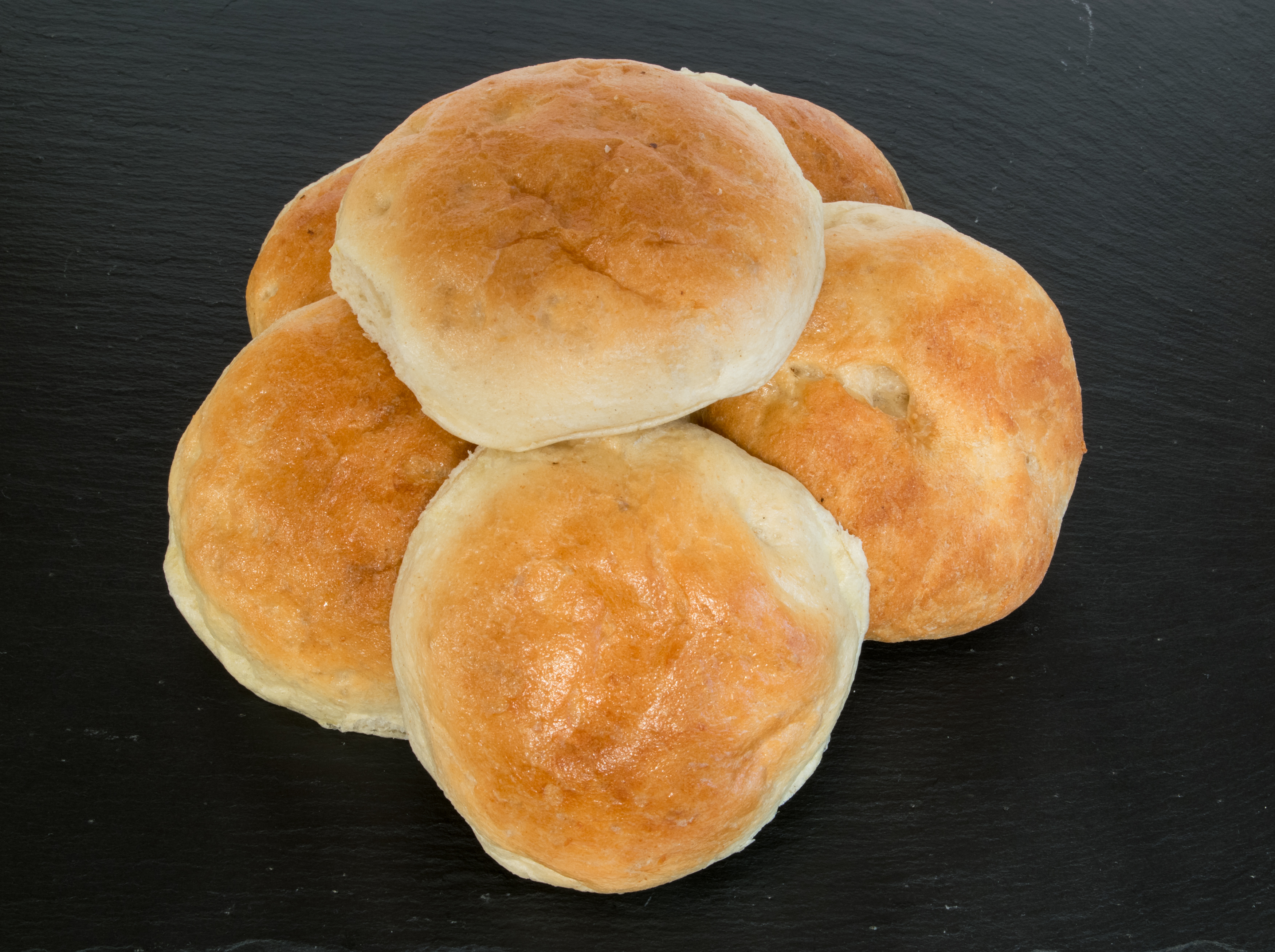
Липпские соломенные булки

Липпские соломенные булки (нем. Lippische Strohsemmel, также лемговские соломенные булки — нем. Lemgoer Strohsemmel) — традиционные булки из города Лемго, которые производятся и в других населённых пунктах Липпе.
По легенде, рецепт соломенных булок появился благодаря некоему русскому подмастерью пекаря, участвовавшему солдатом в наполеоновском походе на Россию в 1812 году. Он пёк булки для провианта и по русскому способу ошпаривал тестовые заготовки кипятком, чтобы булки дольше хранились. У солдата не было противней, вместо них он выкладывал заготовки в печь на слое ржаной соломы. Лемговский пекарь Крахт сумел приобрести рецепт и права на производство таких булок. Поначалу он хранил рецепт в тайне, но уже в середине XIX века соломенными булками с характерными отпечатками от соломы торговали во многих городах Липпе. Лемговские соломенные булки пользуются большой популярностью, их едят с сырокопчёной колбасой меттвурст, ветчиной, мёдом, конфитюром или сливочным маслом.